# Ministero degli affari esteri (Afghanistan)
Il Ministero degli affari esteri (in pashtu: د افغانستان د بهرنیو چارو وزارت) è il dicastero del governo afghano deputato alle relazioni internazionali ed alla diplomazia. Il ministro è Amir Khan Muttaqi, in carica dal 7 settembre 2021.